# 春分点

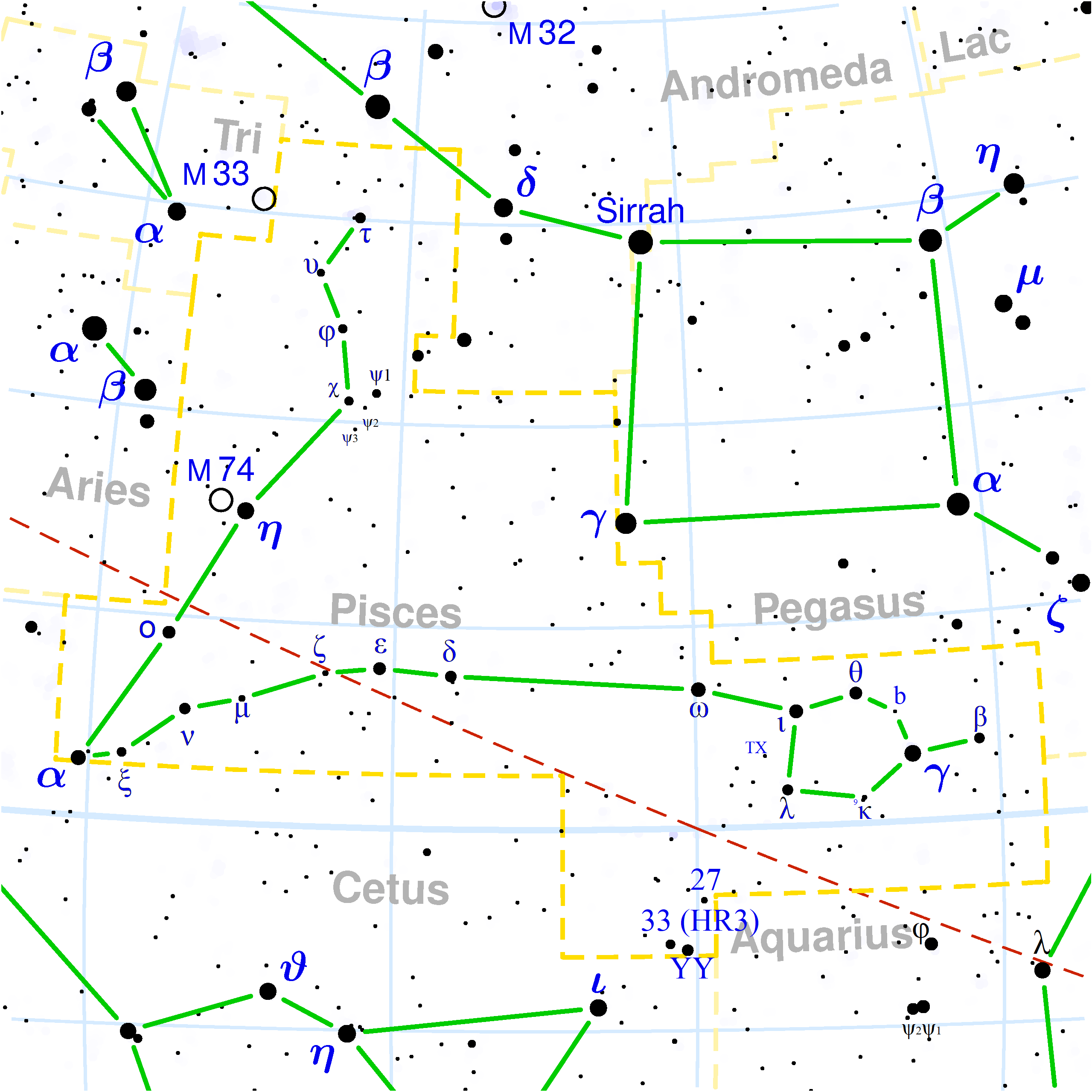
うお座（水色の網目の交点と赤い破線との交点が春分点）

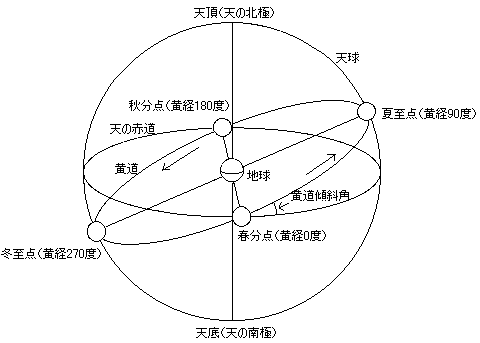
地球から見た天球上の太陽の動き

春分点（しゅんぶんてん、英: vernal equinox）とは、黄道と天の赤道との2つの交点（分点）のうち、黄道が南から北へ交わる方の点（昇交点）のこと。この点が赤経0時かつ黄経0度であり、この点を太陽が通過する瞬間が春分となる。（公転している地球から見て、太陽が動いているということ）
春分点は黄道座標や赤道座標の原点である（後述のIAU2006歳差章動理論も参照）。天球上における春分点の位置は、地球の歳差によって西向きに移動する。その周期は25800年である。太陽太陰暦の二十四節気の定め方のひとつである定気法でも春分点を基準とする（平気法では冬至）。

## 春分点と星座
春分点は別名を白羊宮の原点 (the first point of Aries) ともいう。この Aries は黄道十二宮の白羊宮（黄経0°～30°）であって星座の「おひつじ座」のことではないが、紀元前2世紀に黄道十二宮が整備されたとき、「おひつじ座」に春分点があったので、同名（欧米では星座名と十二宮名は全く同じ）の白羊宮が十二宮の起点となった。
キリスト教では、「うお座」を神聖な星座と考えていた。それは、'Ιησους Χριστος, Θεου ‘Υιος Σωτηρ （イエス・キリスト、神の御子、救世主）の頭文字 Ι-Χ-Θ-Υ-Σ- を繋ぐとギリシア語で「魚」を意味する 'ιχθυς (ichthys) となることと、キリストが生まれたときに春分点が「うお座」にあったためである。なお、春分点は現在も「うお座」にある（右上図参照）。

### ニューエイジにおける主張

#### 水瓶座の時代
ニューエイジの間では、春分点の存する星座がその時代（1つの星座で約2千年）を象徴するとされる。春分点は紀元後1世紀から20世紀までは「うお座」にあったが、20世紀末ごろに「みずがめ座」に入ったとしている（現在移行中との説もある）。これを支持する論者の間で、現代は「水瓶座の時代 (the age of Aquarius)」と呼ばれている。「みずがめ座」は変革を象徴していると考えられており、何らかの世界的変革があると主張している。
「水瓶座の時代」 は一部の占星術師が持ち出したりすることもあるが、伝統的な西洋占星術とは関係がない。実際に春分点が「みずがめ座」に入り込むのはこの主張より500年以上後のことである。また、十二宮と違い星座の領域は不均等なので、「～座の時代」の期間は2千年とは限らないなど、十二宮と星座が混同されており、この主張は理論的に成り立たない。また、占星術における時代区分は春分点の移動とは関係がないとの主張もあるが、そうなると占星術における時代区分の根拠そのものを失ってしまう。
なお、アクエリアン・エイジ （Aquarian age） を直訳すると、「宝瓶宮生まれの人の時代」という意味になる。

## IAU2006歳差章動理論
従来は、赤経の基準は前述のとおり春分点、すなわち天の赤道と黄道が交わる点を赤経0hおよび黄経0°と定めていたが、これは赤道座標系は黄道を定めなければ自分自身では基準（赤経0h）が定められないことを意味する。
この問題に対し、国際天文学連合は「IAU2006歳差章動理論」により、ICRS（国際天文基準座標系、International Celestial Reference System）を導入して黄道がなくとも赤経を定められるようにした。ICRSは、はるか遠方の電波天体（主にクエーサー）によって定められる。この定義の変更は2009年1月1日より適用され、新理論による各天体の視黄経は旧理論より常に50ミリ秒角大きい（例えば二十四節気が時間にして1.2秒早まる）。